# Општина Чуксанђеорђу (Харгита)
Чуксанђеорђу (рум. Ciucsângeorgiu) општина је у Румунији у округу Харгита.
Oпштина се налази на надморској висини од 866 m.